# Damaromyia clivosa
Damaromyia clivosa är en tvåvingeart som beskrevs av Hardy 1931. Damaromyia clivosa ingår i släktet Damaromyia och familjen vapenflugor. Inga underarter finns listade i Catalogue of Life.